# Поповичі (Цілинний район)
Попо́вичі (рос. Поповичи) — село у складі Цілинного району Алтайського краю, Росія. Входить до складу Степно-Чумиської сільської ради.

## Населення
Населення — 372 особи (2010; 592 у 2002).
Національний склад (станом на 2002 рік):
- росіяни — 97 %